# Saison 6 de Brooklyn Nine-Nine
Chronologie
Saison 5 Saison 7
Cet article présente les épisodes de la sixième saison de la série télévisée américaine Brooklyn Nine-Nine.

## Généralités
À partir de cette saison, la série n'est plus diffusée sur la Fox mais NBC. La Fox a annulé la série le 10 mai 2018, et NBC a récupéré la série pour une sixième saison de treize épisodes, puis a commandé cinq épisodes supplémentaires.

## Synopsis
Le capitaine Holt n'a pas obtenu le poste de commissaire de police et a été supplanté par John Kelly, un policier aux méthodes douteuses, qui ne se privera pas pour narguer Holt autant que possible. Désormais mariés, Jake et Amy poursuivent leur vie de couple et envisagent la suite. 

## Distribution

### Acteurs principaux
- Andy Samberg (VF : Emmanuel Garijo) : Lieutenant Jake Peralta
- Andre Braugher (VF : Thierry Desroses) : Capitaine Raymond Holt
- Terry Crews (VF : Gilles Morvan) : Lieutenant-chef Terry Jeffords
- Melissa Fumero (VF : Hélène Bizot) : Lieutenant-chef Amy Santiago
- Joe Lo Truglio (VF : Marc Perez) : Lieutenant Charles Boyle
- Stephanie Beatriz (VF : Ingrid Donnadieu) : Lieutenant Rosa Diaz
- Dirk Blocker (VF : Jean-François Aupied) : Lieutenant Michael Hitchcock
- Joel McKinnon Miller (VF : Thierry Murzeau) : Lieutenant Norm Scully

### Acteurs récurrents
- Chelsea Peretti (VF : Patricia Piazza) : Gina Linetti[4]
- Marc Evan Jackson (VF : Renaud Marx) : Kevin Cozner
- Craig Robinson (VF : Pascal Vilmen) : Doug Judy
- Phil Reeves (VF : Éric Legrand) : le commissaire John Kelly

### Acteurs invités
- Alan Ritchson : Scully jeune (épisode 2)
- Wyatt Nash : Hitchcock jeune (épisode 2)
- Nicole Byer : Trudy Judy (épisode 5)
- Rob Riggle (VF : Constantin Pappas) : Rob Dulubnik, le capitaine des pompiers (épisode 5)
- Reggie Lee (VF : Didier Cherbuy) : Dr Ronald Yee (épisode 10)
- David Paymer : William Tate, le psy  (épisode 11)
- Cameron Esposito : Jocelyn Pryce, la compagne de Rosa (épisodes 11 et 14)
- Sean Astin (VF : Christophe Lemoine) : le sergent Knox (épisode 14)

## Épisodes

### Épisode 1:Lune de miel
- États-Unis /  Canada : 10 janvier 2019 sur NBC[5] / Citytv

- États-Unis : 3,54 millions de téléspectateurs[6] (première diffusion)

### Épisode 2:Hitchcock et Scully
- États-Unis /  Canada : 17 janvier 2019 sur NBC / Citytv

- États-Unis : 2,83 millions de téléspectateurs[7] (première diffusion)

### Épisode 3:Retour au lycée
- États-Unis /  Canada : 24 janvier 2019 sur NBC / Citytv

- États-Unis : 2,75 millions de téléspectateurs[8] (première diffusion)

### Épisode 4:En quatre mouvements
- États-Unis /  Canada : 31 janvier 2019 sur NBC / Citytv

- États-Unis : 2,72 millions de téléspectateurs[9] (première diffusion)

- Mario López (lui-même)

### Épisode 5:Un voleur peut en cacher un autre
- États-Unis /  Canada : 7 février 2019 sur NBC / Citytv

- États-Unis : 3,04 millions de téléspectateurs[10] (première diffusion)

### Épisode 6:La Scène de crime
- États-Unis /  Canada : 14 février 2019 sur NBC / Citytv

- États-Unis : 2,56 millions de téléspectateurs[11] (première diffusion)

### Épisode 7:Le Taupe modèle
- États-Unis /  Canada : 21 février 2019 sur NBC / Citytv

- États-Unis : 2,35 millions de téléspectateurs[12] (première diffusion)

### Épisode 8:Parole contre parole
- États-Unis /  Canada : 28 février 2019 sur NBC / Citytv

- États-Unis : 2,36 millions de téléspectateurs[13] (première diffusion)

### Épisode 9:Le Chouchou
- États-Unis /  Canada : 7 mars 2019 sur NBC / Citytv

- États-Unis : 1,99 million de téléspectateurs[14] (première diffusion)

### Épisode 10:Gintars
- États-Unis /  Canada : 14 mars 2019 sur NBC / Citytv

- États-Unis : 2,05 millions de téléspectateurs[15] (première diffusion)

### Épisode 11:Le Psy
- États-Unis /  Canada : 21 mars 2019 sur NBC / Citytv

- États-Unis : 2,13 millions de téléspectateurs[16] (première diffusion)

### Épisode 12:L'Anniversaire de mariage
- États-Unis /  Canada : 11 avril 2019 sur NBC / Citytv

- États-Unis : 1,88 million de téléspectateurs[17] (première diffusion)

### Épisode 13:La Bimbo
- États-Unis /  Canada : 18 avril 2019 sur NBC / Citytv

- États-Unis : 1,78 million de téléspectateurs[18] (première diffusion)

### Épisode 14:Contre-la-montre
- États-Unis /  Canada : 25 avril 2019 sur NBC / Citytv

- États-Unis : 1,69 million de téléspectateurs[19] (première diffusion)

- Sean Astin (le sergent Knox)

### Épisode 15:Retour du roi
- États-Unis /  Canada : 2 mai 2019 sur NBC / Citytv

- États-Unis : 1,65 million de téléspectateurs[20] (première diffusion)

- Chelsea Peretti (Gina Linetti)

### Épisode 16:Cinco de Mayo
- États-Unis /  Canada : 9 mai 2019 sur NBC / Citytv

- États-Unis : 1,83 million de téléspectateurs[21] (première diffusion)

### Épisode 17:Taré
- États-Unis /  Canada : 16 mai 2019 sur NBC / Citytv

- États-Unis : 1,66 million de téléspectateurs[22] (première diffusion)

### Épisode 18:Suicide Squad
- États-Unis /  Canada : 16 mai 2019 sur NBC / Citytv

- États-Unis : 1,55 million de téléspectateurs[22] (première diffusion)

- Ken Marino (Capitaine Jason "C.J." Stentley)
- Dean Winters (Inspecteur Keith Pembroke / Le Vautour)
- Kyra Sedgwick (Chef adjoint Madeline Wuntch)